# Шёнбург (Зале)
Шёнбург (нем. Schönburg) — община в Германии, в земле Саксония-Анхальт. Дала название владетельному дому Шёнбург.
Входит в состав района Бургенланд. Подчиняется управлению Ветауталь. Население составляет 1036 человек (на 31 декабря 2010 года). Занимает площадь 14,83 км².